# Castellfollit del Boix
Castellfollit del Boix är en kommun i Spanien.   Den ligger i provinsen Província de Barcelona och regionen Katalonien, i den östra delen av landet, 500 km öster om huvudstaden Madrid. Antalet invånare är 416. Arean är 59 kvadratkilometer. Castellfollit del Boix gränsar till Aguilar de Segarra, Rajadell, Sant Salvador de Guardiola, El Bruc, Castellolí, Òdena och Rubió. 
Terrängen i Castellfollit del Boix är huvudsakligen kuperad, men den allra närmaste omgivningen är platt.